# Rotskaardespinnen
Rotskaardespinnen (Titanoecidae) zijn een familie van spinnen en kent 46 soorten verdeeld over 5 geslachten.
De familie is verspreid over een groot deel van Eurazië en de “Nieuwe Wereld”. Deze familie maakte eens deel uit van de familie Amaurobiidae en zijn voornamelijk donker gekleurde bouwers van een wollig (cribellate) web. Verschillende soorten worden gevonden in relatief hoge bergachtige streken. Deze spinnen houden van warmte en worden meer in zuidelijke streken gevonden. In deze streek komt alleen Titanoeca Quadriguttata voor.
Titanoeca betekent kalksteenbewoner naar de plaats waar meestal worden gevonden op talkrijke gronden onderstenen, dode bladeren of mos. De vrouwtje zijn 5 to 7 mm en de mannetjes 5 mm groot.
|  |

## Lijst van geslachten
- Anuvinda Lehtinen, 1967
- Goeldia Keyserling, 1891
- Nurscia Simon, 1874
- Pandava Lehtinen, 1967
- Titanoeca Hahn, 1833